# سیارک ۴۲۳
سیارک ۴۲۳ (به انگلیسی: 423 Diotima، نامگذاری:1896DB) چهارصد و بیست و سومین سیارک کشف شده‌است که در ۷ دسامبر ۱۸۹۶ و در نیس کشف شد.
قدر مطلق سیارک برابر ۷٫۲۴ است.